# 5-та Українська Радянська дивізія
5-та українська радянська дивізія  — військове з'єднання у складі Української радянської армії, в складі 3-ї української радянської армії.

## Історія
3-тя Українська радянська армія створена до 15 квітня 1919 з частин Групи військ одеського напрямку, які були зведені в дві штатні дивізії: 5-ю і 6-ю Українські радянські дивізії. 
3-тя Українська радянська армія вела бойові дії проти українських військ під командуванням С. Петлюри в районі Одеса - Херсон - Миколаїв і до кінця квітня витіснила супротивника з Лівобережжя Придністров'я від Одеси до Тирасполю. 
До 28 квітня в м. Київ завершено створення дивізії. Начальник дивізії Слувіс Михайло Васильович. 
У квітні - липні дивізія вела бої з частинами Добровольчої армії під командуванням російського генерал-лейтенанта барона П. Н. Врангеля в східній частині  України. 
В травні дивізія вела бої з частинами російської Добровольчої армії під командуванням російського генерал-лейтенанта В. З. Май-Маєвського в східній частині  України. 
З 22 травня Добровольча армія наступала на Курськ-Орел, зайняла місто Слов'янськ, відкинувши частини 8-ї і 13-ї червоних армій за річку Сіверський Донець.
Червона 13-а армія втратила віру в можливість стримати противника і вищестояще радянське командування напружено формувало нові центри оборони в містах Харкові та Катеринославі.
28 травня 3-тя Українська радянська армія передала частину військ Південному фронту і перейшла до оборони. Серед переданих військ була і 5-та Українська радянська дивізія, яка увійшла до складу 8-ї армії РСЧА.
В червні 5-а дивізія вела бої з військами Добровольчої армії в східній частині України. 
10 червня ліва колона білогвардійського 1-го армійського корпусу (командир корпусу генерал-майор О. П. Кутепов) взяла місто Бєлгород.
11 червня ліва колона 1-го армійського корпусу білих, витісняючи війська червоних, увійшла до міста Харків і після запеклого вуличного бою зайняла його.
27 червня війська Збройні сили Півдня Росії змусили війська Червоної Армії залишити м. Катеринослав.
В липні  5-та Українська радянська дивізія продовжувала вести бої з військами Добровольчої армії в східній частині України. 
В липні 5-та Українська радянська дивізія передана до 9-ї армії РСЧА.
З липня 5-та Українська радянська дивізія вела бої з військами російської Добровольчої армії в Області Війська Донського на річці Хопер.
16 липня 1919 року 5-та Українська радянська дивізія переформована на 56-ту стрілецьку дивізію єдиної РСЧА.

## Командування
- Слувіс М. В.  (28.04 - 16.07.1919)

## Склад на 15 квітня 1919 рік
- 1 бригада
  - 1-й Знаменський полк (1800 багнетів);
  - 2-й Ананьєвський полк (3450 багнетів);
  - 3-й Балтійський полк (1800 багнетів);
- 2 бригада
  - Полк Тараса Шевченко (1049 багнетів);
  - Вознесенський полк (688 багнетів, 5 кулеметів);
  - Одеський полк (956 багнетів, 4 кулемета);
- 3 бригада
  - Бессарабський полк (540 багнетів, 15 кулеметів);
  - Приднепровський полк (2000 багнетів, 10 кулеметів);
- Артилерійський дивізіон (27 гармат, 2 кулемета);
- 1-й кінний дивізіон (1200 багнетів, 320 шабель, 14 кулеметів, 7 гармат);

## Виноски
1. ↑  СЛУВИС, Михаил Васильевич. Архів оригіналу за 20 січня 2022. Процитовано 20 січня 2022.
2. ↑  "Апрельский бунт" 1918 года в Курске. Архів оригіналу за 20 січня 2022. Процитовано 20 січня 2022.